# Citrato de aluminio
Citrato de aluminio, sal formada por la reacción del óxido de aluminio y el ácido cítrico, soluble en agua y ácido cítrico, disuelto reacciona con algunos metales como el plomo formando una capa de aluminio metálico cargado eléctricamente, cabe destacar que es uno de los pocos métodos químicos conocidos en el cual se forma aluminio casi puro sin electrólisis (actualmente se extrae por electrólisis una forma mucho más rentable).

## Aplicación
El uso más común es para artículos de cosmética y perfumería, suele utilizárselo para fabricación de desodorantes.

## Reacción más común enplomometálico
La siguiente reacción del citrato de aluminio disuelto en agua (o ácido cítrico) con plomo puro, muestra cómo puede formarse un galvanizado:
AlC5H5O7 + Pb → PbC5H5O7 + AlC5H5O7 + PbAl